# Грегорі (рифт)

Рифт Грегорі у Східній Африці

Рифт Грегорі — східна гілка Східно-Африканської рифтової системи. Він сформувався внаслідок відділення Сомалійської плити від Африканської плити під дією теплового шлейфу. Рифт складається з низки розломів та грабенів, що простягаються на південь від Аденської затоки через Ефіопію та Кенію до Північної Танзанії, проходячи над ефіопськими та кенійськими куполами. Іноді термін "рифт Грегорі" застосовують у вузькому сенсі для позначення Кенійського рифту. В південній частині рифту Грегорі були знайдені стародавні скам'янілості ранніх гомінінів, предків людини.

## Етимологія
Рифт Грегорі названий на честь британського геолога Джона Волтера Грегорі, який досліджував геологію рифту у 1892–1893 та 1919 роках.

## Розташування

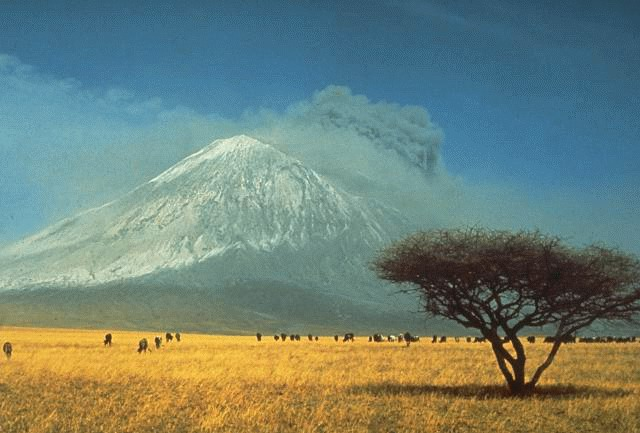
Виверження вулкану Ол-Доїньйо-Ленгаї у 1966 році

Рифт Грегорі лежить у Мозамбіцькому поясі, який є залишком гірської системи, подібної до Гімалаїв. Цей пояс проходить від Ефіопії через Кенію і Танзанію до Мозамбіка. Рифт найширший на північному кінці в регіоні Афарського трійника, на півночі Танзанії він звужується до кількох кілометрів, а потім знову розширюється в області Північно-Танзанійської дивергенції. Гори, якій проходить вздовж рифта, підіймаються на висоту 3000 м над рівнем моря та височіють на 1000 м над внутрішньою частиною грабена. Танзанійська частина рифту включає Кіліманджаро, найвищу гору Африки, та величезну кальдеру Нґоронґоро, розташовану на Кратерному нагір'ї. Тут також розташований Ол-Доїньйо-Ленгаї, єдиний у світі діючий вулкан, який вивергає карбонатитну лаву.
Рифтові озера, за винятком Туркани, здебільшого невеликі та мілкі. Деякі з них є прісноводними, але переважно вони солоні. Потужність озерних відкладень здебільшого невідома. В озері Туркана вони мають товщину щонайбільше 4 км, у напівграбені Барінго-Богорія від 500 до 1000 м, а в Афарській улоговині до 100 м.

## Геологічна еволюція

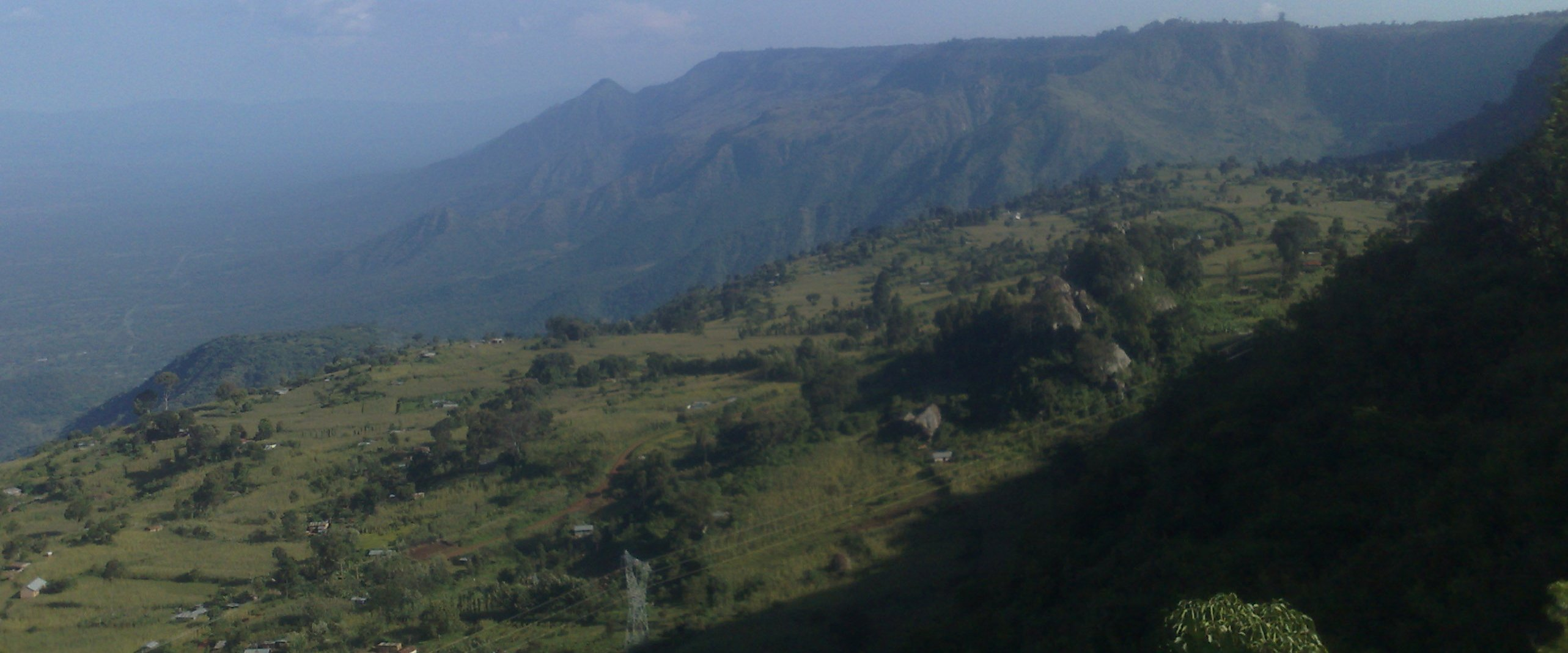
Західні схили Східної рифтової долини

Вулканізм та рифтогенез почалися на півночі Кенії в окрузі Туркана 40-35 мільйонів років тому. Потім ці процеси поширилися на північ і південь. На півдні вулканізм і рифтогенез відбувалися одночасно, спочатку в інших районах Північної Кенії приблизно 30 мільйонів років тому, потім в центральній частині Кенійського рифту 15 мільйонів років тому, в Південній Кенії 12 мільйонів років тому та в Північній Танзанії 8 мільйонів років тому. Коли рифт досягнув Танзанійського кратона, він розділився на східний рифт Грегорі та західний рифт Альбертін, між якими лежить Східноафриканське плоскогір'я завширшки 1300 км. Вздовж краю кратона рифтоутворення відбувалося 1,2 мільйонів років тому, а між п'ятьма та одним мільйоном років тому великі щитові вулкани випустили значні обсяги базальтової та Трахітової лави.
Вулканічна активність почалася в центральній частині Ефіопського плато приблизно 30 мільйонів років тому, задовго до початку рифтогенезу. Перший період вулканічної активності сформував трапові базальтові та ріолітові шари товщиною від 500 до 2000 м. Приблизно в цей час або незабаром після цього почалося підняття Ефіопського плато. Між 30 і 10 мільйонами років тому синрифтові щитові вулкани сформували шари вулканічних порід завтовшки 1000-2000 м, які перекрили попередні трапові базальтові шари. Рифтогенез почався 18 мільйонів років тому на південному заході та 11 мільйонів років тому на північному сході Ефіопського рифту, оскільки відкриття ритфу Грегорі призвело до формування Афарського трійника. Вулканізм, який тривав тут з середини плейстоцену, сформував ряд вулканів уздовж дна рифтової долини по всій її довжині, розділяючи її на окремі долини..
Є деякі ознаки того, що під рифтом Грегорі літосфера могла стоншитися, хоча, виходячи з базальтової геохімії, під Південною Кенією товщина літосфери становить щонайменше 75 км. Рифт Грегорі орієнтований з півночі на південь, а в минулому напрямок мінімального горизонтального тектонічного напруження був зі заходу на схід. Вирівнювання рядів невеликих вулканічних конусів, куполів та обвалів у районах навколо плато Сусва, Сілалі та Кінангоп підтверджує цю теорію. Однак дані з розвідувальних нафтогазових свердловин в Кенії і дослідження щитових вулканів, розташованих на схід від рифту, зокрема пагорбів Гурі, гори Марсабіт, пагорбів Ньямбені та нещодавно сформованих невеликих конусів навколо Сусви та на схід від кальдери Сілалі, вказують на те, що напрямок мінімального горизонтального тектонічного напруження протягом останніх півмільйона років змістився і проходить з північного заходу на південний схід.

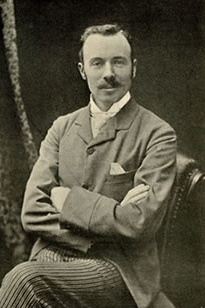
Джозеф Томсон, геолог, який досліджував регіон Східного рифту

## Дослідження
Першим відомим європейським геологом, який досліджував цей регіон, був Джозеф Томсон, учасник експедиції 1879–1880 років, яку спонсорувало Королівське географічне товариство Великої Британії. Зі своїх спостережень він зробив висновок про існування великого розлому.
Томсон повернувся в Африку у 1883 році. Він здійснив подорож через Кенійську рифтову долину від гори Лонгонот до озера Барінго. Описуючи долину навколо цього озера, він писав: «Уявіть собі жолоб або западину, розташовану на висоті 3300 футів над рівнем моря і завширшки в двадцять миль, де гори дуже стрімко здіймаються з обох сторін до висоти 9000 футів». Джон Волтер Грегорі відвідав центральну Кенію у 1893 році та повторно у 1919 році. Його книга «Велика рифтова долина», видана у 1896 році, вважається класичною. Грегорі був першим відомим європейцем, який використав термін "рифтова долина", яку він визначив як "лінійну долину з паралельними та майже вертикальними сторонами, яка утворилася вздовж низки паралельних розломів".
У 1913 році німецький геолог Ганс Рек вперше дослідив пласти Олдувайської ущелини, розташованої на захід від Кратерного нагір'я. Він привіз до Берліна велику колекцію скам'янілостей ссавців. У 1928 році британський антрополог Луїс Лікі відвідав Берлін, де зауважив, що деякі матеріали, зібрані Реком були артефактами. Лікі почав досліджувати Олдувайську ущелину у 1930-х роках. Зібраний ним матеріал показав, що це місце було важливим центром розселення ранніх гомінінів.